# Дардан (город)
Дардан (Δάρδανος, ή Δάρδανον), или Дарда́ния (др.-греч. Δαρδᾰνία, ион. Δαρδᾰνίη, лат. Dardania), — античный город Троады, в одной миле от того места пролива Дарданелл (Геллеспонта), где он начинает сужаться. Пролив получил своё название в честь Дардании.

## Город
По преданию, основан Дарданом, родоначальником племени дарданов, у подножья горы Ида. По имени внука Дардана Троса народ, населявший Дардан и её окрестности, начал также называться троянцами, а сам регион — Троадой. Дальше, на равнине, сын Троса Ил позднее основал город, названный Илионом, но наиболее известный как Троя.
Греческий город Дардан во времена Страбона находился почти в 5 километрах западнее от первоначального места города.
В ходе подавления Ионийского восстания город Дардан был разорён в 497 г. до н. э. персами. Город был освобождён по Апамейскому миру 188 года до н. э. между Антиохом III Великим и Римской республикой. В 85 г. до н. э. здесь состоялась историческая встреча Суллы с Митридатом и заключён Дарданский мир. В V веке н. э. у Дардана был свой епископ.

## Окрестности
Дардан иногда называли Дарданией, а также так называли прилегающие к Дардану земли — ту область Троады, которая лежит вдоль Геллеспонта юго-западнее Абидоса.
Обитатели этой области, дарданы, принимали участие в Троянской войне на стороне осаждённых, из-за чего римские поэты иногда называли троянцев дарданами.